# Acridocarpus adenophorus
Acridocarpus adenophorus är en tvåhjärtbladig växtart som beskrevs av Adrien Henri Laurent de Jussieu. Acridocarpus adenophorus ingår i släktet Acridocarpus och familjen Malpighiaceae. Inga underarter finns listade i Catalogue of Life.